# Procapra
A Procapra az emlősök (Mammalia) osztályának párosujjú patások (Artiodactyla) rendjébe, ezen belül a tülkösszarvúak (Bovidae) családjába és az antilopformák (Antilopinae) alcsaládjába tartozó nem.

## Tudnivalók
A Procapra-fajok kizárólag ázsiai elterjedésűek. Eddig a legősibb maradványaik a késő pliocén vagy a kora pleisztocén korszakokból kerültek elő. Ekkortájt Közép-Ázsia éghajlata nedvesebb és kellemesebb volt. A kutatók szerint eme fajok a pliocén kori Gazella sinensis-ból vagy más ázsiai Gazella-fajból fejlődhettek ki. A leletek szerint az ember már az újkőkorszak elején is vadászott rájuk, a kínai Csinghaj-tótó (Qinghai) környékén.

## Rendszerezés
A nembe az alábbi 3 élő faj tartozik:
- mongol gazella (Procapra gutturosa) (Pallas, 1777)
- tibeti gazella (Procapra picticaudata) Hodgson, 1846
- kínai gazella (Procapra przewalskii) Büchner, 1891

## Fordítás
- Ez a szócikk részben vagy egészben  a   Procapra című angol Wikipédia-szócikk ezen változatának fordításán alapul.  Az eredeti cikk szerkesztőit annak laptörténete sorolja fel. Ez a jelzés csupán a megfogalmazás eredetét és a szerzői jogokat jelzi, nem szolgál a cikkben szereplő információk forrásmegjelöléseként.